# Baldefrid Hanisch
Baldefrid Hanisch (* 6. Oktober 1919 in Elbing, Westpreußen; † 14. Dezember 2010) war ein deutscher Bauingenieur und Professor für Siedlungswasserwirtschaft.
Baldefrid Hanisch studierte von 1946 bis 1950 Bauingenieurwesen an der Technischen Hochschule Stuttgart. Nach dem Erwerb des Diploms erwarb er 1952 den Master of Science in Sanitary Engineering an der University of Michigan. 1959 wurde Hanisch an der TH Stuttgart promoviert.
Als Oberregierungsbaurat des bayrischen Landesamtes für Wasserversorgung und Gewässerschutz wurde Hanisch 1969 zum ordentlichen Professor der Universität Stuttgart berufen. Außerdem hielt er von 1964 bis 1992 Vorlesungen in Sanitary Engineering an der Technischen Hochschule Delft.
Der Verband Schweizerischer Abwasserfachleute (VSA) ernannte ihn 1980 zum Ehrenmitglied. Am 27. November 1987 wurde Professor Hanisch das "Verdienstkreuz erster Klasse" des Verdienstordens der Bundesrepublik Deutschland verliehen.